# Mel & Kim
Mel & Kim var en brittisk popduo som under 1980-talet blev populär med de Stock Aitken Waterman-producerade eurodiscosinglarna "Respectable", "Showing Out (Get Fresh At The Weekend)", "That's The Way It Is" och "F.L.M.".
De båda medlemmarna Melanie och Kim Appleby var systrar. När Melanie dog i cancer den 18 januari 1990 fortsatte Kim med sin solokarriär, och fick hits som "Don't Worry" och "G.L.A.D.".
Artistnamnet "Mel & Kim" lånades vid ett tillfälle av Mel Smith och Kim Wilde, som spelade in julsången "Rockin' Around the Christmas Tree" 1987.

## Diskografi
Studioalbum
- 1987 – F.L.M.

Samlingsalbum
- 1987 – Greatest Hits
- 1989 – Something Special
- 1996 – The Best of Mel & Kim

Singlar
- 1986 – "Showing Out"
- 1987 – "I'm the One Who Really Loves You"
- 1987 – "F.L.M."
- 1987 – "Respectable"
- 1988 – "That's the Way It Is"
- 2018 – "Where is Love"